# ぷよぷよ!!クエストの登場人物
本項では、セガのスマートフォン向けアプリゲーム『ぷよぷよ!!クエスト』の登場人物について解説する。
本作はオリジナルキャラクターに加え、魔導物語シリーズから『ぷよぷよ〜ん』までのコンパイル作品群を初出とするキャラクターや、『ぷよぷよフィーバー』以降のセガ作品群を初出とするキャラクターが登場する。
ただし、これらのキャラクターの設定は初出作品や直近の登場作品から変更されている場合もあり、たとえば、ジャァーンの初出はSS版『魔導物語』だが、本作においては『す〜ぱ〜なぞぷよ ルルーのルー』に準拠した口調で話す。また、スケルトンTの場合、直近の登場作である『ぷよぷよ7』では三人一組（赤、青、黄）で登場したのに対し、本作では『7』の赤の姿に近いものが青の衣装を着て、単体で登場している。
一方で、本作オリジナルキャラクターの一部は『ぷよぷよeスポーツ』など本家『ぷよぷよ』シリーズの作品にも登場している。

## 『フィーバー』および『フィーバー2』を初出とするキャラクター
アミティ
- 声：菊池志穂

魔導学校の生徒。
ラフィーナ
- 声：並木のり子

アミティの同級生。
クルーク
- 声：園崎未恵

アミティの同級生。
あやしいクルーク
- 声：園崎未恵

クルークが持っている本（封印の記録）に封印されていた魔物が、魔導アイテムの力によってクルークの体を乗っ取った姿。
リデル
- 声：並木のり子

アミティの同級生である、亜人間の少女。
タルタル
- 声：かわむら拓央

アミティの同級生。
アコール先生
- 声：倖月美和

アミティらの通う魔導学校の教師。
ポポイ
- 声：倖月美和 

アコール先生が操る黒猫の人形。
くろいポポイ
ポポイが変身した姿。
シグ
- 声：渕崎ゆり子

アミティの同級生。
さかな王子
- 声：若林直美

自称「海の世界の王子」。本名「サアルデ・カナール・シェルブリックIII世」。
オトモ（Butler / Otomo）
- 声：菅沼久義

さかな王子に教育係として仕えている青年。
ユウちゃん
- 声：仲西環 → 蓮田美紀

幽霊の少女。
レイくん
- 声：仲西環→ 蓮田美紀

幽霊の男の子であり、ユウちゃんの双子の弟。
おにおん
- 声：並木のり子

学校裏の森に生息している、一見するとタマネギのような鬼の一族。ほとんどは「オーン!」と鳴き、一部の人にはその言葉がニュアンス程度なら理解できる。
おに子
- 声：並木のり子

おにおん（上記の個体）のガールフレンド。
どんぐりガエル
- 声：若林直美

ドングリの笠を履いたカエル。
おしゃれコウベ
- 声：保村真

ファッションに口うるさいオカマのスケルトンで、「おしゃれなお店」を経営している。
ほほうどり
- 声：かわむら拓央

「ほほぅ」が口癖のピンク色の大きな鳥。なお、「ほほうどり」は種族名だが、作中では彼しか見かけない。
こづれフランケン
- 声：保村真（親）、園崎未恵（子）

親子のフランケンシュタイン。
フェーリ
- 声：前田ゆきえ

アミティらとは別の学校に通う少女。
レムレス
- 声：山崎たくみ

フェーリの先輩。
バルトアンデルス
- 声：菅沼久義

本作世界とは別の世界から召喚された謎の生物、フェーリと行動を共にしている。
あくま
- 声：山崎たくみ

首の浮いたクマのぬいぐるみのような姿をした老人。
ゴゴット
- 声：菅沼久義

謎の料理人。

## 『7』および『クロニクル』を初出とするキャラクター
あんどうりんご
- 声：今井麻美

赤髪の縦ロールヘアが特徴の、女子中学生。
ささきまぐろ
- 声：石狩勇気

りんごの幼馴染で、同級生の男子中学生。
りすくませんぱい
- 声：小野健一

りんごとまぐろの先輩で、文字通り、リスとクマを足して2で割ったような風貌の謎の人物。
エコロ
- 声：石田彰

実体を持たない存在で、時間や空間をさまよって旅をしている、自称"時空の旅人"。影のような姿をしている。
アリィ
- 声：井上ほの花

絵本の中の異世界でお告げの勇者様を探している、冒険者の少女で、アミティたちとも親しい。
この世の全ての物に愛情を注いでおり、愛や愛情の話になると途端にテンションが上がり落ち着かなくなる一面を見せる。また、「愛し合いましょう！」を口癖としている。
ラフィソル
- 声：M・A・O

アリィが身に付けている「ルーワのペンダント」から突如生まれた謎の少女。

## コンパイル作品群（『魔導物語』シリーズ含む）を初出とするキャラクター
アルル
- 声： 園崎未恵

魔導師見習いの少女。
ダークアルル（Dark Arle）
- 声：園崎未恵

エコロに身体を乗り移られたアルル本人。
カーバンクル（Carbuncle）
- 声：仲西環 → 金田朋子

アルルの相棒である不思議な生き物。黄色い体をしており、額に赤い宝石を持つ。
サタン
- 声：逢坂力

魔界の貴公子を自称する人物。
ルルー（Rulue）
- 声：近藤佳奈子

格闘技の名手である女性。サタンの后になりたいあまり、恋敵のアルルを一方的にライバル視している。
シェゾ
- 声：森田成一

闇の魔導師。普段の言動から、「ヘンタイ」扱いを受けることが多い。
すけとうだら
- 声：菅沼久義

手足のはえた魚。
ドラコケンタウロス
- 声：名塚佳織

半竜半人の少女。
ウィッチ
- 声：佐倉薫

魔女の見習い。
ハーピー（Harpy）
- 声：種田梨沙

翼を持つ少女。
ナスグレイブ（Nasu Grave）
- 声：保村真

ナスの魔物で、さみしがりな性格。
ぞう大魔王（Zoh-Daimaoh）
- 声：安元洋貴

自称・大魔王のゾウで、ただ単に「ゾウ」と呼ばれると怒る。
スケルトンT（Skeleton T）
- 声：小野健一

日本茶をこよなく愛する骸骨の魔物。
セリリ
- 声：佳村はるか

人魚の少女。弱気で泣き虫かつ、被害妄想の激しい性格で、近づく人は自分をいじめるつもりだと思い込んでいる。
ラグナス
- 声：三木晶

異世界の勇者。呪いで幼い子供の姿になっており、経験値を貯めてレベルアップすると一時的に本来の青年姿に戻る体質のため、レベルアップして元の姿に戻ろうとしている。
ミノタウロス
- 声：手塚ヒロミチ

ルルーに仕える半牛半人の怪物。ルルーにピンチを助けられてから、彼女に忠誠を誓っている。乱暴に見られがちだが、情け深く慎重な性格。巨大な斧を振り回す力持ち。
キキーモラ
- 声：藤川茜

綺麗好きで、何でもかんでもお掃除と称して片付ける癖があり、掃除をしたところを汚すと怒る。しっかり者だが、言動が少々中高年の女性寄りである。
チコ
声：原紗友里
忘れ去られた神殿を守り続けてきた一族の少女。占いを趣味としている。
さそりまん
うさんくさい関西弁を話すサソリ人間。明るい性格で、いつもニコニコしている。
アウルベア
梟と熊のハーフである魔物。弱い者いじめを好む一方、臆病者で、常に逃げる準備を整えている。本作では当初「アウルベアー」と表記されていたが、後に旧シリーズ同様の「アウルベア」表記に戻った。
ふたごのケットシー
双子のシャムネコ姉妹。一見可愛らしいが、毒舌家である上、戦い方も苛烈である。昼寝が趣味。
コカトリス
蛇の尻尾を持ったニワトリのような魔物。フェミニンな口調だが、性別はオス。狂暴な性格をしており、石化のブレスを吐くことができる。重くて飛べないのを気にしている。ニワトリ呼ばわりすると怒る。
サムライモール
武士道に生きるモグラ。熱い武士魂を胸に宿している。まっすぐな性格で、卑怯な手を嫌う。
ふふふ（Fufufu）
- 声：相ヶ瀬龍史

金庫の上に乗った金魚の商人。語尾に「〜のね」と付けて話す。クエストで拾ったアイテムを商売道具にしようとしている。安いものを高く買ってくれる、リッチな客を探している。
おおかみおとこ
服を着た狼。感情の起伏が激しいが、実は小心者。礼儀正しい口調で話す。口が小さくて噛みつけないため、主にツメで攻撃する。
マミー
全身に包帯を巻いたミイラで、包帯の下はカラカラに乾燥している。自分の包帯も巻けないくらい不器用で、解けた包帯が絡まって転ぶことも多い。
まもの
鳥のような外見をした魔物。ものものしい見た目と不気味な唸り声に反して、実は傷つきやすく泣き虫である。
パキスタ
- 声：冨沢竜也

大根姿の商人。背中に籠を背負っている。フランス語なまりで話す。
バロメッツ（Baromett）
- 声：井上ほの花

下半身がトマトの実のヒツジ。撫でられるのが大好きな一方、引っこ抜かれるのを嫌がる。ほめられるために健気にがんばる。上目遣いのおねだりが得意。
スキュラ（Scylla）
上半身が人間、下半身が獣の怪物。きつい性格で、一匹狼。盗み癖がある。温泉とおいしいものが大好き。
ハニービー
蜂の格好をした少女。手に持った針のような武器でチクッとさせるのを楽しむ。時代劇マニアで口調もそれに準拠している。
アーちゃん
弓使いの女の子。イタズラが大好きで、嘘泣きを得意とする上、逃げ足が速い。
コドモドラゴン
ドラゴンとドラゴンに乗った野生児の二人組。凶暴で負けん気が強い一方、孤独を嫌う。コドモの指示でドラゴンが火を吐いたりする。なお、口癖の「じゃいや」は森のケモノたちの方言である。
トリオ・ザ・バンシー
三人組の少女の姿をした魔物。三人そろって同時に喋るため騒がしい。
ショス
赤髪で元気いっぱい
エミィ
金髪で甘えっ子。
メリグ
緑髪でお姉さん的存在
マンドレイク
頭に花の咲いた女の子。性格はおとなしく、気が小さい。普段は土の中に身をひそめている。身の危険を感じると、奇声を発する。
ジャァーン（Jaan）
- 声：西田理緒

ジンの一種である女の子。明るく陽気な性格。人をおどろかすのが趣味。自分の手を巨大化させることが出来る。煙になって漂うことも出来る。
口調は『ルルーのルー』に準拠しており、語尾に「ごじゃる」をつける。
パノッティ（Panotty）
- 声：角元明日香

笛吹き小僧。いたずら好きなで生意気な性格。
インキュバス（Incubus）
- 声：菅沼久義

ナルシストの夢魔。女性好きで、キザなセリフで女性をお茶に誘ったりするが、軽くあしらわれることもあり、あまりうまくいっていない。
のほほ（Nohoho）
カエルの商人。広島弁を話す。マイペースでのんびりしているが、そろばんは速い。「のっほっほ」と笑う。好物はカレーだが、カレーアレルギー持ち。
ももも（Momomo）
大きなリュックを背負った、魔物の商人。のんびりした性格だが、商売のことになると本気。話をしていると、いつの間にか何かを買わされる。
ウィル・オー・ウィスプ
小さな人魂を引き連れている人魂。陽気で軽い性格で光っていれば幸せ。ぼーっとしていて、何も考えていない。旧作でも名前の表記ゆれが多く、今作では当初「ウィル・ウォー・ウィスプ」になっていたが、2015年1月末頃から「ウィル・オー・ウィスプ」表記に変更された。
パララ
雪だるまに似た姿をした魔物の商人。無口な性格で、ボディランゲージでテンションを表現するほか、暇な時は静かに踊っている。
ピエロ / ドッペルゲンガーアルル（Doppelganger Arle）
- 声：園崎未恵

アルルを自称する謎の人物で、姿もアルルと瓜二つである。
キャラクターの姿はピエロの時も含めて『よ〜ん』を準拠にした姿となっている。
サキュバス（Succubus）
- 声：石黒千尋

男を誑しこむ事が生きがいの、色気が強い悪魔の女性。思わせぶりな態度で相手を翻弄し、瞳の奥を覗いた相手の力を吸い取る。
規制の関係から、コンパイル時代の作品に登場する同名キャラクターとは大きく異なる新規のデザインになっている。
デーモンサーバント（Demiserf）
- 声：長谷川芳明

地獄の住人で悪魔の手下。額に長い角を生やした青年の姿の魔族。少し生意気な性格。名前を直訳すると「悪魔の使い」で、本人も気に入っている。非常にレベルの高い魔術師に召喚されて地獄からやってきた。誰かに仕えているかは不明。世界征服をたくらんでいる。
くろいキキーモラ
黒色のメイド服を着た少女で、床を汚すことが好き。過去作の「ブラックキキーモラ」に相当する。
（参考）コンパイル時代のぷよぷよシリーズに登場したがぷよぷよ!!クエストでは未登場のキャラクター等について
コンパイル時代のぷよぷよシリーズに登場したキャラクターは、その多くがぷよぷよ!!クエストに取り込まれているが、コンパイル時代のぷよぷよシリーズのナンバリング4作品に登場したキャラクターのうち、ぷよぷよ!!クエストに登場しないキャラクターは、スキヤポデス・のみ・ミニゾンビ・ゾンビ・ドラゴン・ちょっぷんの6キャラである。またぷよぷよBOXにおける色違いキャラとしては、ダークウイッチ・ビーストドラコ・ドッペルシェゾ・ブラックキキーモラ・バーニングソウル・メロウ・むほほ・つじぎりモール・やきナスグレイブ・グレイウルフ・ウッドハンターがいるが、このうちブラックキキーモラが「くろいキキーモラ」と名を改めてぷよぷよ!!クエストに登場している以外は全てぷよぷよ!!クエストには未登場である。ナンバリング4作品に登場しなかったがぷよぷよBOXに登場したキャラクターで、かつ既存キャラクターの色違いでないものは対戦キャラクターとしては唯一サキュバスのみ（非対戦キャラクターも含めるとマンドレイクも）であるが、サキュバスは前述のようにぷよぷよBOXとは大きく異なるデザインでぷよぷよ!!クエストに採用されている。

## 本作のオリジナルキャラクター
前述の通り、本作『ぷよぷよ!!クエスト』にて初登場したキャラクターの一部は本家『ぷよぷよ』シリーズに逆導入されており、これまで『ぷよぷよeスポーツ』にはシエル、アレックス、スルターナ、ヘド、ホウライ、ハルトマン、（あかい）パプリスの7名、『ぷよぷよテトリス2』にはレガムントとローザッテの2名がプレイヤーキャラクターとして登場している。

### スマートフォン版
時空探偵シリーズ
2021年10月27日に行われたリニューアルより登場。リニューアルと同時に新設されたストーリーにて、メインのポジションを務めている。
なお、あたり・ロキアー・セオの3名は『ぷよぷよ』シリーズの歴代メイン格のキャラクターらと同様に、頭文字がそれぞれA・R・Sとなっている。
あたり
- 声：田嶌紗蘭

メインストーリーの主人公。
時空探偵社の新人アルバイトで、見習い探偵の少女。
明るく元気な性格で、あらゆることに体当たりで挑む。また、天然ボケで人の話を聞かない癖があることから会話がかみ合わないことがあり、ロキアーに呆れられたりツッコまれることが多い。
ロキアー
- 声：川端快彰

あたりの先輩である、エリート探偵の青年。
冷静で論理的な性格である一方、頼みごとを断れない一面もある。また、あたりとセオへのツッコミ担当でもある。
セオ
- 声：足立由夏

時空探偵社の社長を務める女性。
効率性を重視しており、数値やデータに重点を置く。おっとりした性格で、あたりと同じく天然ボケの一面があり、ロキアーに呆れられたりツッコまれることが多い。
プーボ
- 声：紡木吏佐

時空探偵社で運用されているサポートロボット。
探偵社本社との通信手段としても使われており、あたりからは「プーちゃん」という愛称で呼ばれている。
メインストーリー終盤で、ゼロによって設計・製作されたことが判明した。
タイムパラダイスシリーズ
ゼロ
- 声：紡木吏佐

タイムパラダイス社の科学者。
並外れた頭脳を持つが、かなりのお人好しで、面倒事を背負い込むことが多い。
メインストーリー終盤で、プーボを設計・製作したことが判明した。
ハチともに、タイムパラダイス社に所属していたが、ストーリーモード終盤で、上司であるイッセンが逃亡したため、現在は時空探偵社に所属している。
ハチ
- 声：柴田あいばん

タイムパラダイス社のエンジニアで、ゼロに対抗心を燃やしている。
完璧なビジネスマナーで業界からの高い評判を得ているが、状況によってはテンションが異常に高くなってしまう。
現在は、ゼロとともに、時空探偵社に所属している。
パプリス（Paprisu）
パプリカとリスが合体した姿をしたモンスターで、森の中に住んでいる。イタズラ好きでやんちゃで負けず嫌い。また、気楽で大器晩成型。
『クエスト』のマスコットキャラクターも務めており、以下の6種類のほかに様々な姿のパプリスが存在する。特に他作品とのコラボレーション時は、コラボ先のコスプレをしたパプリスが登場するのが恒例となっている（一例として、2018年に行われた『エヴァンゲリオン』とのコラボレーションでは、同作の主人公である碇シンジをモチーフとした「シンジリス」などが登場したほか、2021年の正月の施策ではガチャ報酬として「お正月パプリス」が配布された）。また、2021年にはオリジナルデザインのパプリスを募集したコンテストが開かれた。
なお、あかいパプリスは『ぷよぷよeスポーツ』の2020年8月27日の大型アップデートにより隠しキャラクター「パプリス」として登場しており、キャラクター選択時に特定のコマンドを入力することで使用可能となる。なお、『クエスト』のパプリスは人語を話せるのに対して、『eスポーツ』の方のパプリスは人語を話せず「パプ」としか喋らない。
あかいパプリス
赤色が大好きな一方で青色が大嫌いでダサいと思っており、あおいパプリスをライバル視している。
あおいパプリス
青色が大好きな一方で緑色が大嫌いでダサいと思っており、みどりパプリスをライバル視している。
みどりパプリス
緑色が大好きな一方で赤色が大嫌いでダサいと思っており、あかいパプリスをライバル視している。
きいろパプリス
黄色が大好きな一方で紫色が大嫌いでダサいと思っており、むらさきパプリスをライバル視している。
むらさきパプリス
紫色が大好きな一方で黄色が大嫌いでダサいと思っており、きいろパプリスをライバル視している。
きんぴかパプリス
きんぴかな自分を特別、ほかの色のパプリスたちからは尊敬されていると思っている半面で、ほかのパプリスはいなくてもいいと思っている。
ほたるいか（Hotaru Ika）
ランタンを持った親切なホタルイカの妖精。迷っている人の近くに突然現れて、道案内をした後に突然消える謎の存在。★4に進化させると少女の姿に変化する。以下のように5種類存在する。
ルビーほたるいか
激しい性格。
サファイアほたるいか
はずかしがりやな性格。
トルマリンほたるいか
せっかちな性格。
トパーズほたるいか
社交的で、独特のイントネーション。
オニキスほたるいか
陽気で、歌うように喋る。
チューラップ
ラッパを持ったチューリップ。言葉を話すかわりに、ラッパを吹いて気持ちを表現する。以下のように5種類存在する。
ルージュチューラップ
プライドが高く、音にこだわりがある。
シアンチューラップ
大ざっぱで、吹ければなんでもいい。
ビリジアンチューラップ
のんびり屋で、音割れは気にしない。
ゴールドチューラップ
凝り性で、ラッパを改造し変な音にしている。
バイオレットチューラップ
気分屋で、音が安定しない。
おどりガメ
踊るのが好きなカメ。性格の似たすけとうだらをダンスマスターとして勝手に尊敬し、勝手にライバル視している。以下のように5種類存在する。
おどりガメ・レッド
体育会系のノリで、暑苦しい。語尾に「ッス」を付けて話す。
おどりガメ・ブルー
クールで気どり屋。語尾に「ゼ」を付けて話す。
おどりガメ・グリーン
他のおどりガメより後輩で甘えん坊。
おどりガメ・イエロー
ナンパで軽い性格。
おどりガメ・パープル
留学生で、カタコト言葉。
チャガマ
ぶんぶく茶釜をモチーフにしたタヌキと茶釜を合体したモンスター。人懐っこく、曲芸をして人間に構って欲しくて堪らない日々を過ごしている。★4に進化させると、坊主頭の少年の姿になる。以下のように5種類存在する。
べにいろチャガマ
やんちゃな性格。
そらいろチャガマ
調子に乗りやすい性格。
くさいろチャガマ
素朴な性格。
こがねチャガマ
まじめな性格。
ふじいろチャガマ
ミステリアスな性格。
コビット
いつもみんなで集まってウワサ話をしている大人しい小人。大きい音が苦手で、小声で喋る。礼儀正しく、控えめな性格。以下のように5種類存在する。
あかいコビット
好きな言葉は「立て板に水」「話し上手は聞き上手」「ウソも方便」。
あおいコビット
好きな言葉は「人の口に戸はたてられぬ」「人のうわさも七十五日」「ツルの一声」。
みどりコビット
好きな言葉は「噂は千里を走る」「人の口に戸はたてられぬ」「火のないところに煙はたたぬ」。
きいろコビット
好きな言葉は、「壁に耳あり障子に目あり」「口八丁、手八丁」「ひょうたんから駒」。
むらさきコビット
好きな言葉は「秘すれば花」「目は口ほどにものを言う」「キジも鳴かずばうたれまい」。
うみうし（Umiushi）
ウミウシとウシをあわせたような生物で、脳みそが4つあるために、どうでもいいようなことを4回考える。以下のように5種類存在する。
レッドうみうし
思い出し怒りが激しい性格。
ブルーうみうし
思い出し泣きが激しい性格。
グリーンうみうし
思い出し照れが激しい性格。
イエローうみうし
思い出し笑いが激しい性格。
パープルうみうし
思い出し悩みが激しい性格。
ドラゴルン
竜人族。努力家で、日々の鍛錬を怠らない。それぞれ一人称が異なり、好みの食べ物の系統がある。
フレイムドラゴルン
まっすぐな性格の竜人族。一人称は「オイラ」で、パンツを履いている。努力家で、日々の鍛錬を怠らない。素直な性格。曲がったことが嫌い。割りと人懐っこい。辛いもの好き。
アクアドラゴルン
さっぱりした性格の竜人族。一人称は「オレ」で、サンゴが生えている。努力家で、日々の鍛錬を怠らない。少し自信家。つるっとしたものが好き。
グリーンドラゴルン
素朴でおっとりした性格の竜人族。一人称は「おい」で、リンゴの木が生えている。努力家で、日々の鍛錬を怠らない。甘いもの好き。
シャインドラゴルン
明るい性格の竜人族。一人称は「ボク」で、全身に金属が付いている。努力家で、日々の鍛錬を怠らない。落ち着きがない。すっぱいもの好き。
ダークドラゴルン
腹黒い性格の竜人族。一人称は「あっし」で、悪魔のような姿をしている。努力家で、日々の鍛錬を怠らない。少しウラがありそうな雰囲気がある。苦いもの好き。
妖精
普段は妖精の世界に住んでいる。言葉のコミュニケーションはあまり得意ではない。
サラマンダー
- 声：増田雄市

炎の妖精。炎を吹く事ができるサラマンダー。普段は妖精の世界に住んでいる。言葉のコミュニケーションはあまり得意ではなく、単語しか話さない。人間が大好きで、友達になって架け橋を作ろうとしている。
ウンディーネ（Undine）
- 声：桜木アミサ

水の妖精。普段は妖精の世界に住んでいる。体が水でできており、生まれたばかりでは姿が安定しない。この世界に召喚された時に本来の自分の姿がわからなくなったが、次第に本来の美しい少女の姿を思い出していく。
シルフ
- 声：佐倉薫

風の妖精。普段は妖精の世界に住んでいる。自由気ままな性格でいつも空気中を漂っている。重さがない。彼女の歌声は美しく、風の音だと思われている。言葉を喋ることができない。
ノーム
- 声：浜添伸也

大地の妖精。普段は妖精の世界に住んでいる。おおらかで優しい。忘れることすら忘れるほど物忘れが激しい。細かい事は気にしない。
フラウ（Frau）
- 声：菊池志穂

雪の妖精。普段は妖精の世界に住んでいる。雪だるまのような姿をしている。気が弱く、恥ずかしがり屋だが大好きな雪が降ると喜んではしゃぐ。細い声で喋る。心を開いた相手にだけ本当の姿を見せてくれる。
まものガールズ
モンスターの少女たち。アーケード版にも登場する。
リリン（Lilim）
- 声：阿部玲子

牛のツノとコウモリの羽を持つ少女モンスター。わがままな性格。相手が言うことを聞いてくれないと不機嫌になる。ゴスロリを着ている。
ラミア
- 声：葵ひびき

下半身がヘビの少女モンスター。ヘビのように音もなく移動するのが特徴。食いしん坊。
エムプーサ
- 声：眞田朱音

カマキリのような姿をした少女モンスター。和服を着ている。好戦的で負けず嫌いな性格。関西弁を話す。
スフィンクス
- 声：阿部玲子

スフィンクスのような姿をした少女モンスター。ワシの翼を持ち、下半身がライオンになっている。気分屋で、ものぐさな性格。趣味はゴロゴロすること。
ゴルゴーン
- 声：設楽麻美

髪の毛がヘビになっている少女モンスター。彼女と目を合わせると石化するため、普段は周囲に気を使って目を閉じている。
とりシリーズ
かめんいんこ
頭にぷよの仮面を乗せた礼儀正しいインコ。はりきり屋で誰かの役に立ちたいと思っている。
すわん
みにくいアヒルの子をモチーフにしたプライドの高い白鳥のモンスター。レディ扱いしないと怒る。感情表現がやや大袈裟。美しく振る舞うことにこだわる。
だちょうちょ
ダチョウとチョウが合体した姿をしたモンスター。アスリート気質で、クールな性格。飛ぶことはできず走って移動するが、とても速い。そのため地上最速の鳥を目指している(他に地上最速を目指す鳥はいない)。
ふくろう
巾着袋に入った老人フクロウ。巾着袋は体の一部。袋の中でぬくぬくしているのが一番幸せ。
ぺんペンギン
寒い季節になると、どこからともなくやってくるペンギン。とても腰が低く丁寧。自分磨きに余念のないビジネスマンだが、後に無職になる。彼らにとって尻を叩くのは、礼儀正しいあいさつとのこと。
パンプキン
- 声：もものはるな

少女の姿のカボチャのお化け。じっとしているのが大嫌いで何か面白い事がないか探し回っている。荒野や沼地の周りで浮いている。
ニジイルカ
- 声：高城元気

羽根の生えた虹色に輝く空飛ぶ伝説のイルカ。成長するとツノが生える。穏やかで思慮深く気高い性格。澄んだ良く響く声で鳴く。尻尾が飛行機の尾のようになっており、空を飛び跳ねて移動することができる。その起動は虹になるが、滅多に見ることはできず、目撃した者と近くにいる者に幸運をもたらす。
ブラックタイガー（Black Tiger）
- 声：徳本英一郎

上半身がトラ、下半身がエビのモンスター。陸でも海でも生活できるがその器用さゆえに、自分がトラだかエビだか長い間悩んでいたが悩み抜いた末、結局面倒くさくなった。キャラを立てるために語尾を研究している。
新どうぶつ
オサキ
女性に化けたキツネの妖怪。口から小さな鬼火を吐くことができる。古風な口調で話す。プライドは高いが優しくて心配性。鬼火には幻を見せる効果があるという。
あしか
鹿の角が生えているアシカ。ボールを使った大道芸が得意。サービス精神旺盛。見ている人が驚いたり喜んだりするのが大好き。人の笑顔を奪おうとする者には、頭の角で容赦なく攻撃する。
うりぼう
ウリボーと瓜が合体した姿をしたモンスター。カリウムがたくさん含まれている。熱血で直情的な性格。猪突猛進で走り出したら何かにぶつかるまで止まれない。
レモンキー
猿とレモンが合体した姿をしたモンスター。好奇心旺盛で活発。常に動き回っている。落ち着きがない。
チラビット（Chirabbit）
大きな耳で顔を隠してチラ見しているウサギ。マジシャンのような姿をしている。恥ずかしがり屋だが好奇心旺盛。構って欲しくて堪らず、構ってくれるまでチラ見し続ける(特に何かしたいわけでもない)。
オークテ
名前通り奥手で優しい性格のオーク。一人称は「オレ」で、語尾に「…カナ」を付けて話す。花や植物が好きで、心を通わせることができる。ジョウロで水やりするのが日課。大きなカラダと 低く籠った声が悩み。
西洋妖怪シリーズ
西洋の妖怪をモチーフにしたキャラクター達。アーケード版にも登場する。
ドラウド3世（Draude III）
- 声：佐原誠

誇り高きバンパイアの末裔の青年。一人称は「ワタシ」。日の光が苦手であり、夜しか活動できない。ニンニクたっぷりのペペロンチーノとトマトジュースが好物。低血圧。人を思いのままに操るチカラを持つが、使い方が自分でもよくわかっていない。
マーギン
- 声：白川周作

半魚人の少年。
ライガー
- 声：安齋龍太

ライカンスロープの少年。
インギール
- 声：中村和正

透明人間の少年。
グリープ
- 声：綾瀬貴尋

死神の少年。
天使シリーズ
天使をモチーフにしたキャラクターで、『光の学園』の生徒たち。
フローレ（Floré）
- 声：葵ひびき

生徒会長の女の子。一人称は「私（わたし）」。気高い印象と冷たい口調で、近寄りがたいイメージを持たれている。責任感が強く何でも真面目に受け取るが、その反面で抜けている一面もある。
シエル（Ciel）
- 声：山田奈都美

会計の女の子。一人称は「ワタクシ」。無機質な性格で常にジト目であり、眼鏡を掛けている。記憶力が優れており、彼女の計算はロボットのように正確で、計算をしている時が楽しい。
ロコ（Roco）
- 声：山田悠希

書記の女の子。一人称は「わたし」。常に笑顔でいる。しっかり者で、変わり者が多い生徒会の纏め役を務めている。
ルクス（Lux）
- 声：室元気

副生徒会長の男の子。一人称は「僕」。貴族的な雰囲気で、穏やかな性格。どのような時でも笑顔を絶やさない。
アビス（Abyss）
- 声：増田雄市

風紀委員の男の子。一人称は「ボク」。厳格で生真面目な性格。常に厳しい表情を崩そうとせず、学園の風紀を乱す者は許さない性格。学園の秩序を常に守っている。
闇の天使シリーズ
堕天使をモチーフにしたキャラクターで、『闇の学園』の生徒たち。『光の学園』とはライバル関係にあたる（但し、互いにある程度交流があり、仲自体は悪くない）。
エドガー（Edgar）
- 声：水中雅章

生徒会長の男の子。一人称は「ボク」。笑顔と丁寧な口調の割にどこか高圧的。生徒会のメンバーは彼が決めている。
パトリ（Patrick）
- 声：宮本悠丞

会計の男の子。一人称は平常時は「ボク」だが、怒らせると「オレ」に変化する。普段は消極的な性格だが、計算を邪魔されると口調が荒くなり、別人のように怒り出す。
モーリス（Maurice）
- 声：大月祐太朗

書記の男の子。一人称は「オレ」。口数が少なくポーカーフェイスで、怖い人と勘違いされやすいが、根は優しい性格で、周りのメンバーに比べれば常識人。
リゼット（Lisette）
- 声：せきしほ

副生徒会長の女の子。一人称は「わたし」。生徒会のメンバー5人の中では、最も『光の学園』に対してライバル意識を持っている。クールな性格で口調が厳しく、他の生徒らを寄せ付けない。エドガーに対して一方的に好意を寄せており、彼のことになると周囲が見えなくなるという危うい一面もある。
ニナ（Nina）
- 声：森島亜梨紗

風紀委員の女の子。一人称は「あたし」もしくは「ニナちゃん」。ギャル寄りの性格と口調が特徴で、生徒会のメンバー5人の中では最も騒がしい。他人の身だしなみに口うるさく注意したり指摘する反面で自分の服装にはかなり甘く、このことを光の学園の風紀委員であるアビスから呆れられ、厳重注意されたことがある。流行の物には目が無く、限定やレアな物、特にお菓子に弱い。
魔法使いシリーズ
魔法使いをモチーフにしたキャラクター達。それぞれに使い魔がおり、ローザッテ以外の5人は魔法の修行をしている見習い魔法使いである。
アルベルト
- 声：増田雄市

炎の魔法を操る男の子。一人称は「オレ」。三人兄弟の長男で弟が2人おり、面倒見がいい。
リチャード
- 声：浜添伸也

水の魔法を操る男の子。一人称は「僕」。勉強熱心だが、気になることがあると食事を忘れて没頭することがある。
マシュー
- 声：藤川茜

風の魔法を操る男の子。一人称は「ボク」。物怖じない性格で自身の背が低いことを気にしている。
ミリアム
- 声：高城元気

闇の魔法を操る男の子。一人称は「ボク」。プライドが高く、他人に対してはちょっと無愛想。
サリヴァン
- 声：名塚佳織

光の魔法を操る男の子。一人称は「私」。丁寧口調で話し、性格は穏やか。美しいものを集めるのが好き。口調や見た目から女の子に間違われることがあり、インキュバスやストルナムからナンパを受けたことがある。
ローザッテ
- 声：白川周作

魔法学を教えている、見習い魔法使いにとっては教師のような存在。限定シリーズの一人でもある。魔法使いたちのことをいつも気にかけており、魔法を学びたい気持ちがあれば、誰でも分け隔てなく教えてくれる優しい性格。しかし、実技指導では少し語気が強まることもある。相棒らしき一つ目の精霊を連れているが、名前は不明。
童話シリーズ
童話に登場する主人公をモチーフにしたキャラクター達。
レベッカ（Rebecca）
- 声：山田奈都美

『赤ずきん』をモチーフにした少女。配達をするのが仕事だが、何を運んでいるのかはよくわからない。好奇心旺盛で、いつも道草してばかりいる。しかし、配達の邪魔をする相手と、何となく気に食わない相手には容赦しない一面を持つ。
グレイス（Grace）
- 声：山田悠希

『雪の女王』をモチーフにした少女。長い間ひとりで暮らしているため、すこし気難しい性格。その反面、女の子らしい素直なところもある。体から冷気を発している。南国のビーチに一度だけ行きたいと思っている。
ウィン（Wynn）
- 声：美幸キャスリーン

『ピーター・パン』をモチーフにした少女。一人称は「ボク」。妖精と一緒に暮らしている。イタズラが大好きで、いつも何かを企んでいる。家の中で大人しくしているのが苦手。ナイフ投げの名人で、狙いを外すことはないと豪語している。
アレックス（Alex）
- 声：髙橋瑛美 → 早川彩音

『アーサー王物語』をモチーフにした少女。凛々しく豪気で実直な性格。王族の姫君にもかかわらず、祖国の将来のために色々なところを旅している。
チキータ（Chiquita）
- 声：石黒千尋

『ドン・キホーテ』をモチーフにした少女。曾祖父が使っていたヨロイを受け継いでいるが、少しサイズが大きい。ロバのパブロと共に遍歴の旅をしている。様々な騎士物語を読み過ぎたため、やや思い込みが激しい。
魔界シリーズ
ジュリア
- 声：眞田朱音

魔界から来た人形のような雰囲気の幼女。「クマチャン」という名のクマのぬいぐるみといつも一緒。人前に出ると緊張し、表情や動きが少し固くなる。
クロード（Claude）
- 声：斎藤寛仁

魔界から来た神出鬼没の怪盗。手品師のような手際の良さで、つかの間に盗み去っていく。あまり自分のことを語らず、彼の正体や目的を知るものは、自身の「影」だけ。
ベルナール
- 声：三木晶

魔界から来たハープ弾きの男の子。人と話すのが苦手(連鎖ボイスも全てハープ)。
エルマ
- 声：石黒千尋

魔界の悪霊を退治するのが仕事の少女。
サロメ
- 声：設楽麻美

魔界から来た、幼いお姫様。
悪魔シリーズ
悪魔をモチーフにしたキャラクター達で、5人でロックバンド（バンド名は特に決めていない）を組んでいる。
ヘド（Hed）
- 声：仲村宗悟

悪魔ロックバンドのリーダーで、ボーカル担当。一人称は「オレさま」。せっかちな性格。
ストルナム（Stornum）
- 声：室元気

悪魔ロックバンドのギター担当。一人称は「オレ」。見た目はクールだが、演奏は激しい。ナンパ癖がある。
コスタ（Costa）
- 声：斎藤寛仁

悪魔ロックバンドのベース担当。一人称は「オレ」。ストイックな性格。
バーテブラ（Vertebra）
- 声：白川周作

悪魔ロックバンドのドラム担当。一人称は「俺」。細かいことを気にしない楽天家。
ペルヴィス（Peruvis）
- 声：野水伊織

悪魔ロックバンドの紅一点で、キーボード担当。一人称は「アタシ」。芯の強い性格だが、女の子らしい一面もある。
賢者シリーズ
賢者をモチーフにしたキャラクター達。
ネロ（Nero）
- 声：手塚ヒロミチ

生態学に精通している賢者。一人称は「私」で、丁寧口調で話す。他の賢者達に対しては「氏」付けで呼ぶ。ものごしは穏やかだが、本気か冗談かわからないような発言をする。
イザベラ（Isabella）
- 声：山本綾

幾何学に精通している賢者。一人称は「あたし」。厳格な性格で、何事も明確にしないと気が済まない。
ダリダ（Dalida）
- 声：桐村まり

化学に精通している賢者。一人称は「あたし」。寝不足で、上の空で考え事をしていることが多い。一度気になると、とことん調べたくなる性格。
セヴィリオ（Severio）
- 声：佐野康之

植物学に精通している賢者。一人称は「ボク」で眼鏡を掛けており、関西弁を話す。いつも落ち着きのある性格で、自分のことをどこか客観的に見ている。変わり者の賢者たちのまとめ役でもある。
ガラテア（Galatea）
- 声：齋藤彩夏

工学に精通している賢者。一人称は「わし」。アフロヘアーで、頭にネジがある。思い付いた事をすぐ口に出す性格で、老年の研究者のような喋り方をする。
聖獣拳士シリーズ
拳士をモチーフにしたキャラクター達。
スザク（Suzaku）
- 声：冨澤竜也

伝説の拳法家の一番弟子の拳士。
セイリュウ（Seiryu）
- 声：菅野英樹

伝説の拳法家の二番弟子。
ゲンブ（Genbu）
- 声：内田彩

伝説の拳法家の三番弟子の女の子。
ビャッコ（Byakko）
- 声：戸田めぐみ

伝説の拳法家の四番弟子。
キリン（Kirin）
- 声：山本綾

伝説の拳法家の孫娘。
キノコシリーズ
キノコをモチーフにしたキャラクター達。
グレタ
- 声：工藤あさ

キノコで薬を作っている女の子。
ソニア
- 声：内田愛美

キノコを売り歩いている女の子。
ジョゼ（Jose）
- 声：外崎大輔

キノコ料理が大好きな青年。
ハンナ
- 声：池澤春菜

キノコの香りを扱うお嬢様。
リリアン
- 声：近藤唯

キノコの研究をしている女の子。
雅楽師シリーズ
雅楽師をモチーフにしたキャラクター達。
ミヤビ（Miyabi）
- 声：内田彩

雅楽師グループの紅一点で、舞担当。
エニシ（Enishi）
- 声：海老原広規

雅楽師グループの鞨鼓担当。
ヤマト（Yamato）
- 声：石井真

雅楽師グループの琵琶担当。
ナルカミ（Narukami）
- 声：室元気

雅楽師グループの龍笛担当。
シグレ（Shigure）
- 声：長岡卓也

雅楽師グループの兄と同じ龍笛担当。
シズナギ
- 声：園崎未恵

雅楽師グループの琴担当で、ミヤビたちの師匠。
神官エルフシリーズ
神官をモチーフにしたキャラクター達。
ミノア（Minoa）
- 声：森谷里美

炎の神殿を守護しているエルフの神官。水色のロングヘアに赤い花の髪飾りをつけている。刺激的なことが大好きで、いつも何か事件が起きないか楽しみにしている。
カティア（Katya）
- 声：近藤唯

水の神殿を守護しているエルフの神官。髪は藍色のロングヘア。孤独と静寂を好み、誰に対しても礼節を重んじる口数が少ない性格。
ミーシャ（Mischa）
- 声：名塚佳織

森の神殿を守護しているエルフの神官。薄茶色の三つ編みおさげに花冠を身に着けている。人との交流を好む穏やかな性格。
ディーナ（Dina）
- 声：結木梢

光の神殿を守護しているエルフの神官。髪形は金髪のツインテール。マイペースな性格。
ヤナ（Yana）
- 声：日岡なつみ

闇の神殿を守護しているエルフの神官。髪は銀色のロングヘア。物静かな性格で意見を言うのが苦手だが、神官としての仕事には誇りを持っている。
ルリシア
- 声：前田ゆきえ

神官をしているエルフたちのお目付役。未来の分岐が部分的に見える力を持ち、あらゆる未来に備えて対処法を用意しているが少し空回り気味。好物を食べているときは子供のように笑う。
天騎士シリーズ
騎士をモチーフにしたキャラクター達。
マルス
- 声：石井真

天界の治安を守る赤の騎士。困っている人を見ると放っておけない優しい性格の持ち主だが、それが裏目に出る事もある。
ユーリ
- 声：高畑空良

天界の治安を守る青の騎士。クールな性格。ある人物と過去を共有していたが、その出来事に対する考え方の違いから疎遠になっており、その人物から悪く思われても仕方のないことだと思っている。
ハルトマン（Hartmann）
- 声：川原慶久

天界の治安を守る緑の騎士。物臭で、周りに合わせようとしないマイペースな性格。仲間思いではあるが、そのことをなかなか表に出さない。
エミリア
- 声：多田このみ

天界の治安を守る黄の騎士。我慢強い性格で、同じような忍耐力を持ち合わせている人には仲間として認めているようである。
ヴィオラ
- 声：ブリドカットセーラ恵美

天界の治安を守る紫の騎士。騎士ではあるものの田舎育ちであり、東北弁のような訛りで喋る。田舎を離れてから垢ぬけつつあると自覚してはいるが、周りからはあまり変わらないで欲しいという要望もある様子。
レガムント（Legamünt）
- 声：石狩勇気

天界の治安を守る騎士の一人だが、他の騎士と別に行動している。実力は他の天界の騎士に引けを取らないが、彼の他の情報を知る者は少ない。

仙女シリーズ
仙女をモチーフにしたキャラクター達。
メイリィ
- 声：今村彩夏→佐倉薫

仙女の知名度アップを狙うグループのメンバー。グループのまとめ役をこなせるが、少し強引な一面もある。
フェイ（Fei）
- 声：井上ほの花

仙女の知名度アップを狙うグループのメンバー。自身のスピードを誇りとしており、冷静さが足りないことに悩んでいる。
リン
- 声：山岡ゆり

仙女の知名度アップを狙うグループのメンバー。気の利かせようがピカイチで、誰かの手を煩わせないように自作の花吹雪で自ら演出している。
ユエ
- 声：指出毬亜

仙女の知名度アップを狙うグループのメンバー。姿や言葉づかいが幼く、みんなとぷよ勝負で遊びたいがために練習を重ねているらしい。
シャンファ
- 声：もものはるな

仙女の知名度アップを狙うグループのメンバー。子供のころに見た美しい仙女に憧れて、自分も仙女になることを決意した。
呪騎士シリーズ
装備した武器によって何らかの呪いにかかってしまったキャラクター達。
ヒルダ（Hilda）
- 声：河野ひより

愉悦の剣を装備したため「笑いの沸点が低くなる呪い」に掛かった女性騎士。
エルドゥール（Eldur）
- 声：荘司勝也

憤怒の斧を装備したため「言葉を発するのに時間が掛かる呪い」に掛かった騎士。
フリード（Friede）
- 声：宮本悠丞

絶望の大剣を装備したため「語尾にピョン★と付く呪い」に掛かった騎士。
ヴァハト（Wacht）
- 声：水中雅章

恐怖の槍を装備したため「眠くなると耳元で虫の音がする呪い」に掛かった騎士。
マッペラ（Mappela）
- 声：指出毬亜

破滅の槌を装備したため「手がヌルヌルする呪い」に掛かった女性騎士。
魔人シリーズ
魔人をモチーフにしたキャラクター達。
カーン
- 声：山下大毅

魔法のルビーの指輪に封じられている魔人。実力派で有名。見た目とは裏腹に照れ屋だが、詮索されることを特に嫌っているわけではない。
アイン
- 声：黒川万由美

魔法のサファイアの耳飾りに封じられている魔人。持ち主の願いを聞き入れるため、過去の持ち主達が堕落したという。
フルシュ
- 声：大月祐太朗

魔法のエメラルドの腕輪に封じられている魔人。常に喜びの表情を見せ、持ち主を幸せにする能力を持っているが本人は幸せが何なのかよくわかっていない。
ヌール
- 声：荘司勝也

魔法のトパーズの首飾りに封じられている魔人。少し口うるさい面もあるが優しい性格で、持ち主の事を考えており、ピンチの時は力を貸してくれる。
スルターナ（Sultana）
- 声：M・A・O

魔法のアメジストの頭飾りに封じられている魔人。高貴なイメージを保つように振る舞っているが、時折言葉遣いに地が出ることがある。
夢の配達人シリーズ
眠っている人の元へ様々な夢を運ぶ、配達人のキャラクター達。
ゼノン
- 声：海老原広規

「怖い夢」を運ぶ、目元にクマがあり鬱気漂う風格がある銀髪の男の子。夢を見ている人たちの様子を観察しながら「おもしろい寝言」をこっそりと記録するのが日課らしい。相棒のバクと一緒に行動しており、名前は「ポベル」。
フィンレイ
- 声：結木梢

「空を飛ぶ夢」を運ぶ、負けん気が強い金髪の男の子。その性格は、誰が見る夢よりも一番かっこよく空を飛ぶことができるのは自分だと主張するほど。頭と背中に2匹の羊を乗せている。
サンドラ
- 声：内田彩

「なつかしい夢」を運ぶ、お嬢様の風格がある青髪の女の子。様々な時代から魂を集めているらしく、実は歴史を影で操っている存在ではないかと噂されることも。
エリサ
- 声：多田このみ

「望みが叶う夢」を運ぶ、二面性のある緑髪の女の子。普段は可愛らしい雰囲気だが、夢に努力は付き物という事を忘れた人には別の人格を見せることもある。
アポストロス
- 声：石井真

「くり返す夢」を運ぶ、「∞」の書かれた覆面をつけ、一本角が生えている紫髪の男の子。頭上にも、天使のような「∞」型の輪がある。最近は記憶の手がかりを探すため、ふらりとほかの夢の中に入っているらしい。★7になると覆面を外し、素顔を見せる。
熱砂の旅シリーズ
ゲンサン
- 声：豊島修平

アツい砂漠を旅する一団の少年。
サゴ
- 声：山口崇浩

アツい砂漠を旅する一団の青年。
イノハ
- 声：森島亜梨紗

アツい砂漠を旅する一団の少女。
ソラ
- 声：鳥越まあや

アツい砂漠を旅する一団のお転婆娘。
ギューラ
- 声：黒川万由美

アツい砂漠を旅する一匹オオカミの女性。
龍人シリーズ
ホウジョウ（Fangzhang）
- 声:石狩勇気

曲がったことは許さないが、人情に厚く情けをかけられると簡単に絆される。
エイシュウ
- 声:山崎たくみ

争いを好まない文化人。古い書物を好んでいる。実は剣使いの達人であり、彼に勝るものはほとんどいないと言われている。
ホウライ（Penglai）
- 声：仲村宗悟

踊ることが好き。彼の舞は見るものを感動させるだけでなく、身をかわす手段としても役立つ。
タイヨ
- 声：小野健一

風雅を好み、楽器を嗜む自由人。人見知りであるが、最近少し打ち解けてきたようである。
インキョウ
- 声：長谷川芳明

冷淡だが臆病で疑い深い性格。他の人から優しい言葉をかけられるだけで激しく動揺する。
星天シリーズ
12星座をモチーフにしたキャラクター達。
カマリ
- 声：間瀬愛季

天秤宮（天秤座）に住む天界人。名前の由来は天秤座β星「ズベン・エス・カマリ」から。正義感が強い一方でよく悩む性質上行動に移すのが少し遅く、その疲れも影響して妥協することも多い。
プレセペ
- 声：多田このみ

巨蟹宮（蟹座）に住むカニの姿をしたゴーレム。名前の由来は蟹座γ星およびδ星が飼ったとして知られる「プレセペ星団」から。つぶらな瞳で気さくな性格だが、緊急防衛モード時にはその瞳を白いシールドで覆って守る。
スピカ
- 声：せきしほ

おとめ宮（処女宮、乙女座）に住む天界人。名前の由来は乙女座α星から。空想が大好きで、いつも流れ星に願い事をしながら理想の王子様が迎えに来ることを空想している。
ダビー
- 声：鳥越まあや

磨羯宮（山羊座）に住む天界人。名前の由来は山羊座β星から。恥ずかしがり屋で怖がりだが、彼女の尻尾にくっついて一緒に行動しているタフな性格のデネブ（名の由来は山羊座δ星「デネブ・アルゲディ」）が彼女を危険から守ってくれる。
エルナト
- 声：近藤唯

金牛宮（牡牛座）に住む天界人。名前の由来は牡牛座β星から。冷静沈着でほとんど笑わない。人を守るためだけにいると自負しており、攻撃手段を一切持たず、盾だけで戦い抜く。
サダ
- 声：宮本悠丞

宝瓶宮（水瓶座）に住む天界人。名前の由来は水瓶座α、βおよびγ星の最初の2文字を取ったもの。やや生意気な性格の給仕係の少年。子供扱いされたくないという思いからか、つい強がってしまう。
ハマル
- 声：徳本英一郎

白羊宮（牡羊座）に住む天界人。名前の由来は牡羊座α星から。温厚な性格で人望もある皆のまとめ役。争いは好まず、必要性を感じた時にはじめて持っている紫の剣を構える。
ルクバト
- 声：荘司勝也

やぶさめ宮（人馬宮、射手座）に住む天界人。名前の由来は射手座α星から。弓使いで、弓矢作りが好きな温厚な性格のケンタウロス。自分の矢を非常に大事にしているので、それを射られるのを嫌がる。
アルリシャ
- 声：森谷里美

双魚宮（魚座）に住む天界人。名前の由来は魚座α星「アルレシャ」から。つかみどころのない性格で、彼女の言動や思考を理解するにはかなりの時間を要するといわれている。
レグルス
- 声：川原慶久

獅子宮（獅子座）に住む天界人。名前の由来は獅子座α星から。小さいことは気にしない豪快な性格。重さとパワーを追及するあまり、茶色のハンマーを打ち付けてできた多くの穴が彼の周りにしばしばできる。
シャウラ
- 声：桐村まり

さそり宮（天蠍宮、蠍座）に住む天界人。名前の由来は蠍座λ星から。規律正しい性格であまり人を寄せ付けない。常に自分自身のために努力を続けている。
ポルックス
- 声：河野ひより

双児宮（双子座）に住む天界人。名前の由来は双子座β星から。まるで彼女が二人いるように見える不思議な雰囲気を持っている。その双子と思われる誰かを探している。
サビク
- 声：豊島修平

へびつかい宮（へびつかい座）に住む天界人。名前の由来は蛇遣い座η星から。人々の健康を守るのが仕事で治療の腕も確かだが、仕事にのめり込むと悪役のような口調になる。
精霊使いシリーズ
ティルラ
- 声：原紗友里

失われし秘術を使い、深紅のペンダントから精霊「キューコ」を呼び出す少女。警戒心が強く、初対面の相手には攻撃的。誰もが認める努力家で、精霊と息を合わせるために訓練を重ねている。
マーベット
- 声：藍田理緒

失われし秘術を使い、幻想の万年筆から精霊「ラビスケ」を呼び出す小説家の少女。「〜ッス」が口癖。マイペースな性格のため、いつも締め切り直前に書きあがる。しっかり者の精霊は、彼女の編集者のような役割を果たしている。
ローゼマ
- 声：山本綾

失われし秘術を使い、光るブレスレットから精霊「コマーナ」を呼び出す料理人の少女。心優しく世話好きで、美味しい手料理を振舞いたいと思っているが、レシピを覚えられないため精霊に作ってもらっている。
ベストール
- 声:保村真

失われし秘術を使い、古めかしい時計から精霊「ギスカン」を呼び出す青年。時間に囚われず一定の地にはほとんど留まらない。精霊の扱いには慣れていて、数日間呼び出しっぱなしにすることも可能。
アルガー
- 声:葵ひびき

失われし秘術を使い、むてきのバックルから精霊「ダイギンガオー」を呼び出す少年。カッコいいものが大好きで、工作が得意。精霊の「ソウビ」を手作りしており、互いに親友のように仲が良い。
潮騒の騎士シリーズ
貝殻をモチーフとした騎士のキャラクター達。
ディニ
- 声：室元気

リンボウガイをモチーフにした青年騎士。正義感が強く、悲鳴が聞こえればすぐに駆けつけるヒーローのような存在。しかし、近頃はため息をつくことが多いことから、主にコラリアから「おっさん」扱いを受けている。
イスティオ
- 声：眞田朱音

クマサカガイをモチーフにした女性騎士。王国の末の王女で、世間知らずな部分がある。貝殻をプレゼントしたディニに対して恋心を抱いているようだが、おっとりしている性格のため自覚が無い。
コラリア
- 声：山岡ゆり

シャコガイをモチーフにした女性騎士。凄味のある言動により周囲から恐れられているが、友を思いやる一面を持っている。
キューマ
- 声：阿部玲子

タマガイをモチーフにした騎士見習いの少年。可愛らしい見た目を持ち、上目遣いで他人を利用する打算的な性格。
クリスマスクエストにおいて、ロティオンと幼馴染であることが明かされた。
ロティオン
- 声：高畑空良

アッキガイをモチーフにした騎士見習いの少年。いわゆる中二病で、自身の考え出した空想設定をノートに記し持ち歩いている。 格好つけてはいるが臆病な性格。
スノヒメ
雪山の奥深くにそびえ立つ「雪見御殿」で暮らす雪女。触ったものを凍らせる能力をもつ。修行中の身であるものの、人恋しくなるとこっそり街へ遊びに来る。
リャタフー
- 声：もものはるな

幼いころに秘伝の古文書を拾ったことがきっかけで我流の技を身に着けた女拳士。
クローラス
- 声：内田雄馬

傲慢の杖を装備したため「相手がカラスに見える呪い」に掛かった王様。

## 制作
大型アップデートにて実装されたメインストーリーの主要人物・あたりは、ユーザー目線のキャラクターとして作られた。
大型アップデート「スーパーぷよクエプロジェクト」のディレクターを務めた吉永匠は、あたり役の田嶌紗蘭の声があたりのキャラクターと一致していると述べ、ボイス収録時も違和感がなかったため、主題歌「ココからもっと！ぷよぷよ！！！」の収録もスムーズにできたと電撃オンラインとのインタビューの中で話している。
一部のキャラクターは、関連アイテムがへんしん合成用の強化素材として登場することがある。たとえば、時空探偵社のメンバーの内、あたりの場合は好物のおにぎりがへんしん合成用の強化素材に割り当てられている一方、セオの場合は普段の食事代わりに食べているグラノーラバーが割り当てられている。

## 反響
『ぷよぷよ!!クエスト』の運営プロデューサーを務めていた高大輔は、サービス開始から1年目にあたる2014年に行われたインタビューの中で、新規のキャラクターが受け入れらえるか否か不安だったが、『ぷよぷよ!!クエスト』の世界観になじんでほっとしていると述べている。

### 特定のキャラクターに対する反響
GAME Watchの船津稔は、メインストーリーの主要人物であるあたりについて、猪突猛進な部分はあるとしつつも、「ぷよぷよ」のキャラクターの中ではクセが少ないため、あらゆるキャラクターとも違和感なく溶け込めそうに見えると評価している。